# تپه حاج تراب توس
تپه حاج تراب توس مربوط به دوران‌های تاریخی پس از اسلام است و در ۴ کیلومتری غرب شهرتوس واقع شده و این اثر در تاریخ ۱۲ تیر ۱۳۸۴ با شمارهٔ ثبت ۱۲۰۷۹ به‌عنوان یکی از آثار ملی ایران به ثبت رسیده است.